# Hialoderma
Hialoderma, hyaloderma – kilkuwarstwowa skórka na łodyżkach i jednowarstwowa na gałązkach bocznych u torfowców. Zbudowana jest z dużych, martwych i bezbarwnych (hialinowych) komórek przystosowanych do gromadzenia wody. Ściany tych komórek są cienkie, u niektórych gatunków (np. u torfowca błotnego) wzmocnione spiralnymi, zgrubiałymi listwami. Zawierają pory. Niektóre z komórek, zwane retortowymi, są rozdęte i zawierają otwór na szczycie. 
U niektórych gatunków torfowców hialoderma jest wyraźnie odgraniczona od położonych głębiej tkanek mechanicznych i miękiszowych łodyżki, u innych różnica jest słabo zaznaczona.

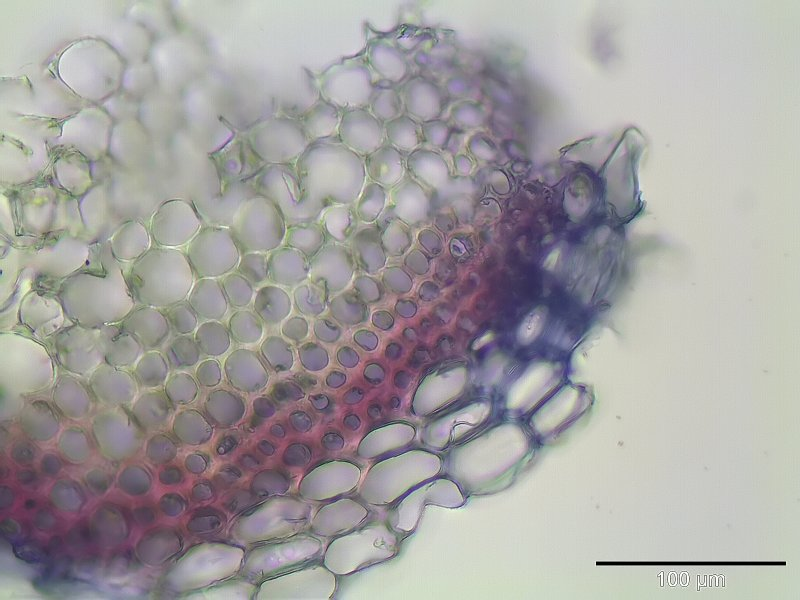
Duże komórki hialodermy torfowca Warnstorfa
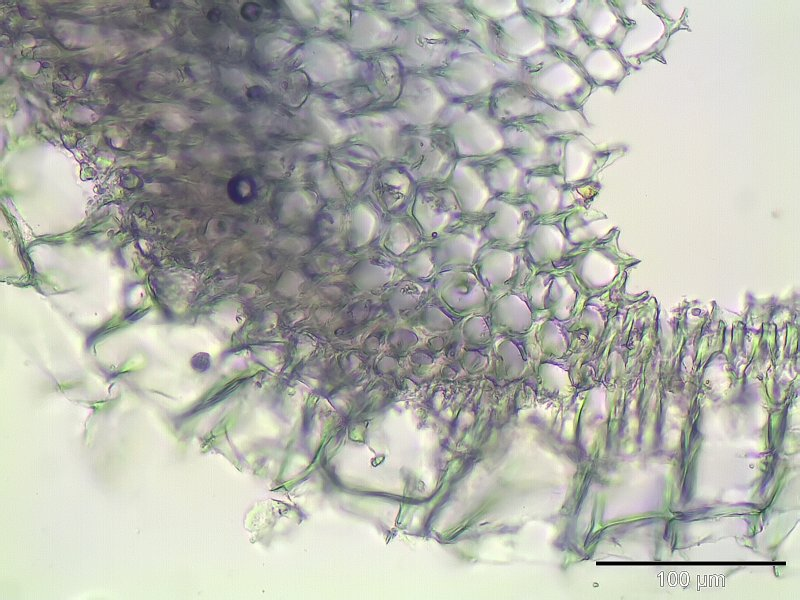
Duże komórki hialodermy torfowca pierzastego
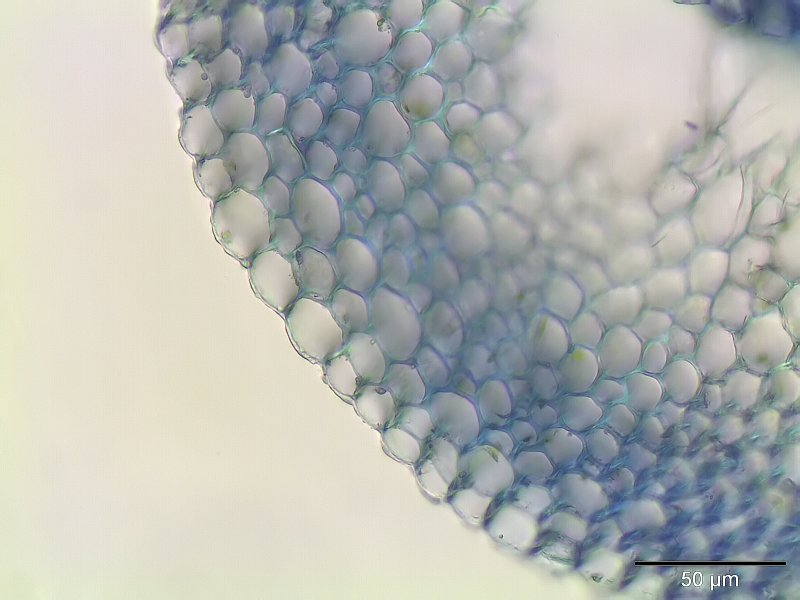
Słabo zróżnicowana budowa łodyżki torfowca okazałego